# Данилевич, Юрий Миронович
Юрий Миронович Данилевич (1933—1992) — строитель-проектировщик, один из проектировщиков Останкинской телевизионной башни, лауреат Государственной премии СССР 1969 года.

## Биография
Родился в 1933 году в посёлке Могзон Читинской области (ныне Хилокский район Забайкальского края).
Окончил Московский инженерно-строительный институт имени Куйбышева (1956).
В 1956—1959 гг. работал в организациях Главмостстроя.
С 1959 года в Государственном проектном институте (ВНИПИ) «Промстальконструкция», с 1964 года главный инженер проекта производства работ, затем — начальник отдела.
Был одним из проектировщиков Останкинской телевизионной башни, при её строительстве предложил идею использования ползучего крана.
Умер от инсульта в 1992 году.

## Награды
- Государственная премия СССР (1969) — в области техники в составе коллектива — за возведение телевизионной башни высотой 533 метра в Останкино.
- Золотая медаль ВДНХ (1968) — за разработку и внедрение новых прогрессивных методов монтажа металлоконструкций антенны и специальных механизмов и приспособлений для возведения железобетонного ствола и монтажа антенны уникальной телевизионной башни в Останкино[1].
- Бронзовая медаль ВДНХ (1963) — за разработку проекта производства работ по монтажу вантового перехода пролётом 390 м через реку Аму-Дарья[2].

## Публикации
- Виноградов С. Н., Данилевич Ю. М., Домерщиков П. П. и др. Вантовый мост через реку Аму-Дарью. — М., 1964. — 1985 с.
- Никитин Н. В., Злобин Б. А., Травуш В. И., Данилевич Ю. М. и др. Останкинская телевизионная башня. — М.: Стройиздат, 1972. — 215 с.